# Simhopp vid olympiska sommarspelen 2016
Simhopp vid olympiska sommarspelen 2016 arrangerades mellan 7 och 19 augusti 2016 i Maria Lenk Aquatic Center i Barra da Tijuca, Brasilien. Totalt åtta grenar fanns på programmet.

## Medaljsammanfattning
| Damernas simhopp                  | Guld                         | Silver                                      | Brons                                      |
| Svikt Detaljer...                 | Shi Tingmao Kina             | He Zi Kina                                  | Tania Cagnotto Italien                     |
| Höga hopp Detaljer...             | Ren Qian Kina                | Si Yajie Kina                               | Meaghan Benfeito Kanada                    |
| Parhoppning svikt Detaljer...     | Shi Tingmao, Wu Minxia Kina  | Tania Cagnotto, Francesca Dallapé Italien   | Maddison Keeney, Anabelle Smith Australien |
| Parhoppning höga hopp Detaljer... | Chen Ruolin, Liu Huixia Kina | Cheong Jun Hoong, Pandelela Rinong Malaysia | Meaghan Benfeito, Roseline Filion Kanada   |

| Herrarnas simhopp                 | Guld                                     | Silver                           | Brons                                       |
| Svikt Detaljer...                 | Cao Yuan Kina                            | Jack Laugher Storbritannien      | Patrick Hausding Tyskland                   |
| Höga hopp Detaljer...             | Chen Aisen Kina                          | Germán Sánchez Mexiko            | David Boudia USA                            |
| Parhoppning svikt Detaljer...     | Chris Mears, Jack Laugher Storbritannien | Sam Dorman, Michael Hixon USA    | Cao Yuan, Qin Kai Kina                      |
| Parhoppning höga hopp Detaljer... | Chen Aisen, Lin Yue Kina                 | David Boudia, Steele Johnson USA | Tom Daley, Daniel Goodfellow Storbritannien |

Denna tabell: visa • redigera

## Medaljtabell
| Pl.    | Nation         | Guld | Silver | Brons | Totalt |
| ------ | -------------- | ---- | ------ | ----- | ------ |
| 1      | Kina           | 7    | 2      | 1     | 10     |
| 2      | Storbritannien | 1    | 1      | 1     | 3      |
| 3      | USA            | 0    | 2      | 1     | 3      |
| 4      | Italien        | 0    | 1      | 1     | 2      |
| 5      | Malaysia       | 0    | 1      | 0     | 1      |
| 5      | Mexiko         | 0    | 1      | 0     | 1      |
| 7      | Kanada         | 0    | 0      | 2     | 2      |
| 8      | Australien     | 0    | 0      | 1     | 1      |
| 8      | Tyskland       | 0    | 0      | 1     | 1      |
| Totalt | Totalt         | 8    | 8      | 8     | 24     |

### Fotnoter
1. ↑  ”Rio 2016: Simhopp”. Rio 2016. Arkiverad från originalet den 20 november 2015. https://web.archive.org/web/20151120084054/http://www.rio2016.com/en/diving. Läst 31 januari 2015.
2. ↑  Diving Women's 3m Springboard (engelska)
3. ↑  Diving Women's 10m Platform (engelska)
4. ↑  Diving Women's Synchronised 3m Springboard (engelska)
5. ↑  Diving Women's Synchronised 10m Platform (engelska)
6. ↑  Diving Men's 3m Springboard (engelska)
7. ↑  Diving Men's 10m Platform (engelska)
8. ↑  Diving Men's Synchronised 3m Springboard (engelska)
9. ↑  Diving Men´s Synchronised 10m Platform (engelska)